# Kvalifikovaná osoba
Kvalifikovaná osoba (anglicky Qualified Person, QP) je osoba definovaná zákonem o léčivech zodpovědná za propouštění vyrobených šarží léčivých přípravků do distribučního řetězce. Každá šarže léčivého přípravku vyrobená farmaceutickou firmou (držitelem povolení k výrobě) může být do distribuce uvolněna pouze kvalifikovanou osobou.